# Museu d'Història Natural del Comtat de Los Angeles
El Museu d'Història Natural del Comtat de Los Angeles és un museu obert al públic des del 1913 a Exposition Park (Los Angeles). L'edifici original encara existeix i ha estat afegit al registre de monuments històrics (National Register of Historic Places). Ha estat ampliat diverses vegades amb l'afegit de noves ales. S'hi conserven més de 33 milions d'espècimens naturals i objectes arqueològics, amb un abast temporal de més de 4.500 milions d'anys. És el museu d'història natural més gran de l'oest dels Estats Units.
De fet, el museu està associat amb dos altres museus de Greater Los Angeles Area: el Museu Page a La Brea Tar Pits a Hancock Park i el Museu del Ranxo de William S. Hart a Newhall, Santa Clarita. Els tres museus treballen junts per aconseguir la seva missió en comú: "sorprendre, descobrir i responsabilitzar-se dels nostres mons natural i cultural." Actualment, el museu està dirigit pel Dr. Lori Bettison-Varga